# Compétition de golf
Une compétition de golf est une compétition sportive où s'affrontent des joueurs de golf, individuellement ou par équipes, en suivant les règles de golf. Diverses formules existent, et à divers niveaux, du niveau d'un club au niveau international.

## Formules de jeu

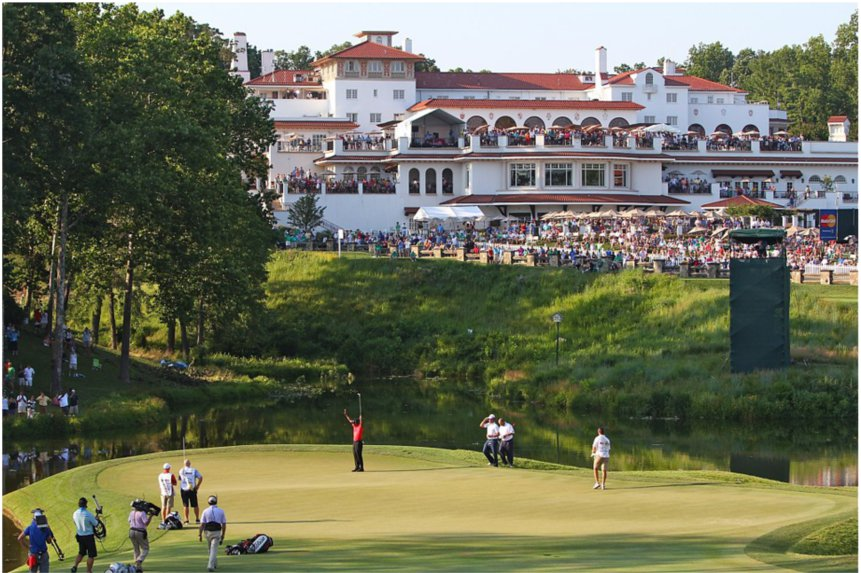
Tiger Woods, un des plus grands golfeurs de tous les temps, lève les bras pour célébrer sa victoire à l'AT&T National en 2012.

L'un des plaisirs du golf est la richesse des modes de jeu. Une compétition de golf peut être un tournoi entre les meilleurs joueurs du monde mais aussi une compétition du club lui-même. On peut jouer de différentes façons une compétition.
- Différentes formules
  - Le stroke-play (ou medal-play) : c'est la formule « de base » du golf. Il faut faire le moins de coups possible sur un parcours. En règle générale, c'est un parcours de 18 trous. C'est le mode « jeu par coups » (ou « jeu par médailles »). Elle est décrite à la règle 3 des règles de golf. Il existe trois variantes qui s'appellent le stableford, le contre par et le « contre bogey ».
  - Le match-play est une formule où deux joueurs (ou équipes) s'affrontent. Elle est décrite à la règle 2 des règles de golf. Il existe deux variantes du match-play.

- De quelle manière peut-on jouer la partie ?
  - Single : un seul joueur.
  - Quatre-balles : les deux joueurs du camp jouent chacun une balle et le meilleur score réalisé sur chaque trou est pris en compte. Dans une compétition avec un handicap, la meilleure balle en net est prise en compte.
  - Foursome : une équipe de deux joueurs. Un joueur commence les trous pairs et l'autre les impairs. Ensuite c'est à l'autre joueur de jouer le deuxième coup, puis celui qui a commencé le trou joue le troisième coup et ainsi de suite.
  - Greensome : à la différence du Foursome, en Greensome, les deux jouent à chaque départ et on choisit le meilleur coup. De là, le joueur dont la balle n'a pas été choisie joue le deuxième coup et le premier joue le troisième coup et ainsi de suite.
  - Scramble : une équipe de deux, trois, quatre joueurs. Chaque joueur joue le départ. On choisit la meilleure balle. De là, tous les joueurs rejouent, on choisit de nouveau la meilleure balle et ainsi de suite.
  - Chapman : les deux joueurs du camp jouent chacun une balle du départ, alternent pour le deuxième coup et choisissent ensuite celle qui leur convient le mieux pour terminer le trou en jouant alternativement.
  - Patsome : les six premiers trous sont joués en quatre balles, les six suivants en Greensome, les six derniers en Foursome. Le décompte des coups se fait comme en Foursome.
  - Course au drapeau : chaque joueur possède un drapeau personnalisé, qui sera planté à l'endroit où se trouvera sa balle lorsqu'il aura épuisé tous ses coups. Le total des coups est calculé pour chacun des joueurs en ajoutant son handicap au Scratch Score Standard (exemple : joueur Hcp 24, S.S.S. 71 ⇒ le joueur a un crédit de 95 coups). Le joueur qui a planté son drapeau le plus loin sera déclaré vainqueur.
  - Course à la ficelle : chaque concurrent reçoit une ficelle dont la longueur est fonction du handicap du joueur (en règle générale, 50 cm par point de handicap, mais le Comité d'épreuve peut fixer lui-même cette longueur). Cela permet au concurrent de prolonger la course de sa balle jusque dans le trou, ou de la sortir d'une position périlleuse lorsqu'elle est difficilement jouable. Le joueur coupe alors le bout de la ficelle ainsi utilisée et continue avec la longueur de ficelle restante.
  - Eclectic : se joue sur 2 ou plusieurs cartes. La carte définitive est établie en retenant le meilleur score pour chaque trou parmi toutes les cartes jouées.
  - Ringer Score : c'est une formule très voisine de l'Eclectic, mais dont les bases sont soit un nombre de cartes important soit un nombre de cartes réalisées dans une certaine période calendaire. Le Ringer Score se joue souvent en hiver sur 9 ou 10 cartes, pour favoriser l'entraînement des joueurs pendant cette saison. Au fil des parties, chaque joueur retient le meilleur score obtenu sur chaque trou. La meilleure carte possible se constitue progressivement jusqu'au terme de l'épreuve.
  - Mexicaine : se joue à 4, 2 équipes de 2 joueurs. Cette formule est très amusante et demande un jeu sérieux mais jeu stimulant. Le décompte est fait de la façon suivante (avec un exemple) : l'équipe 1 fait un score de 4 et 5 ce qui donne 45. L'équipe 2 fait un score de 5 et 6 ce qui donne 56. L'équipe 1 marque 11 points. En cas de birdy d'un joueur de l'équipe 1 soit un score de 3 et 5 (pour par 4) ce qui donne 35 et on inverse le score des joueurs de l'autre équipe soit 65 ce qui donne 65-35 = 30 points. Dans le cas de deux pars dans une équipe (qu'ils gagnent ou qu'ils perdent des points) ils ont 5 points, si deux birdy 10 points. Le dernier cas doit être (très) rare.

Ainsi une compétition est un mélange des deux catégories : Single-Stroke Play, Foursome-Match Play…

## Scores
Pour le décompte, on peut choisir entre le brut et le net. Pour le brut, le handicap ne compte pas tandis qu'en net, le joueur reçoit des coups en fonction de son handicap.
Exemple de scores avec le Golf d'Aix-les-Bains :

## Handicap et Playing handicap
Voici comment calculer le nombre de coups rendus :
Le handicap est le nombre qui définit le niveau du joueur. Il indique les coups en plus que le joueur est autorisé à faire pour rester dans les points. Il est compris entre 0 et 53,4. Quelques bons joueurs peuvent avoir un handicap négatif. Les golfeurs non classés ont un index de 53,5.
En Europe, les séries de handicap sont :
- 1 jusqu'à 4,4
- 2 de 4,5 à 11,4
- 3 de 11,5 à 18,4
- 4 de 18,5 à 26,4
- 5 de 26,5 à 36
- 6 de 37 à 54

À partir de cet index et des caractéristiques du parcours, on calcule le playing handicap de jeu correspondant au parcours joué.
Les parcours sont étalonnés pour mesurer leur difficulté. Les coups reçus d’un parcours, c’est l’évaluation de la difficulté des trous les uns par rapport aux autres. Ainsi, le trou qui est coup reçu n°1 est le trou le plus difficile à jouer et le trou qui est coup reçu n°18 est le trou le plus facile à jouer.
À chaque marque de départ (pour les hommes comme pour les dames) correspondent deux valeurs :
- Le Par est la somme des Par de chaque trou. Le Par du trou varie surtout en fonction de sa longueur.
- Le Course mesure la difficulté du parcours depuis ces marques de départ pour un joueur de handicap 0. C'est le score de référence d'un joueur de handicap 0 : s'il fait moins que le Course, il joue mieux que son niveau, s'il fait plus, il joue moins bien que son niveau.
- Le slope mesure le différentiel de difficulté pour un joueur de handicap supérieur à 0 par rapport à joueur de handicap 0. Le slope de référence est 113.

Le handicap de jeu (ou le nombre de coups rendus) du joueur pour une compétition sur un parcours donné est calculé comme suit :
{\displaystyle Playing=handicap*{\frac {slope}{113}}+Course-Par}
Exemple : un joueur dont l'index est 18,4 joue sur des marques jaunes sur un parcours dont le par est de 71, le Course de 69,5, le slope de 115.
{\displaystyle Playing=18,4*{\frac {115}{113}}+69,5-71=17,22566}. On arrondit à 17.

## Résultats
Indépendamment du type de la compétition, le score pour faire varier ou non le handicap est calculé en points Stableford. Il faut faire 36 points pour jouer son handicap (2 points par trou * 18 trous).
Si le joueur joue mieux ou moins bien en compétition, son handicap peut évoluer :
- d'un dixième en plus, s'il joue moins bien,
- d'un ou plusieurs dixièmes en moins s'il joue mieux.

Cas à la baisse :
- Catégorie 1 : 0,1 par point au-dessus de 36
- Catégorie 2 : 0,2 par point au-dessus de 36
- Catégorie 3 : 0,3 par point au-dessus de 36
- Catégorie 4 : 0,4 par point au-dessus de 36
- Catégorie 5 : 0,5 par point au-dessus de 36
- catégorie 6 : 1 par point au-dessus de 36

Il existe désormais une marge d'erreur appelée zone tampon : elle permet au joueur qui n'a pas tout à fait réalisé 36 points stableford de ne pas remonter son index.
- Catégorie 1 : tolérance de 1 point (35 points) (En Belgique, la zone tampon est de 33 à 36 points - pas d'application sur 9 trous[2])
- Catégorie 2 : tolérance de 2 points (34 points) (En Belgique, la zone tampon est de 32 à 36 points - de 0 à 18 sur 9 trous)
- Catégorie 3 : tolérance de 3 points (33 points) (En Belgique, la zone tampon est de 31 à 36 points - de 16 à 18 sur 9 trous)
- Catégorie 4 : tolérance de 4 points (32 points) (En Belgique, la zone tampon est de 30 à 36 points - de 15 à 18 sur 9 trous)
- Catégorie 5 : tolérance de 5 points (31 points) (En Belgique, la zone tampon est de 30 à 36 points - de 14 à 18 sur 9 trous)

Cas à la hausse :
En deçà de ces limites, une contre-performance (aussi importante soit-elle) coûtera 0,1 point pour les index en dessous de 18,4 et ne coûtera plus de point pour les index supérieur à 18,4 depuis le 1er janvier 2016.
En Belgique, une contre-performance (aussi importante soit-elle) coûtera 0,1 point pour tous les index en dessous de 36.